# جان کین

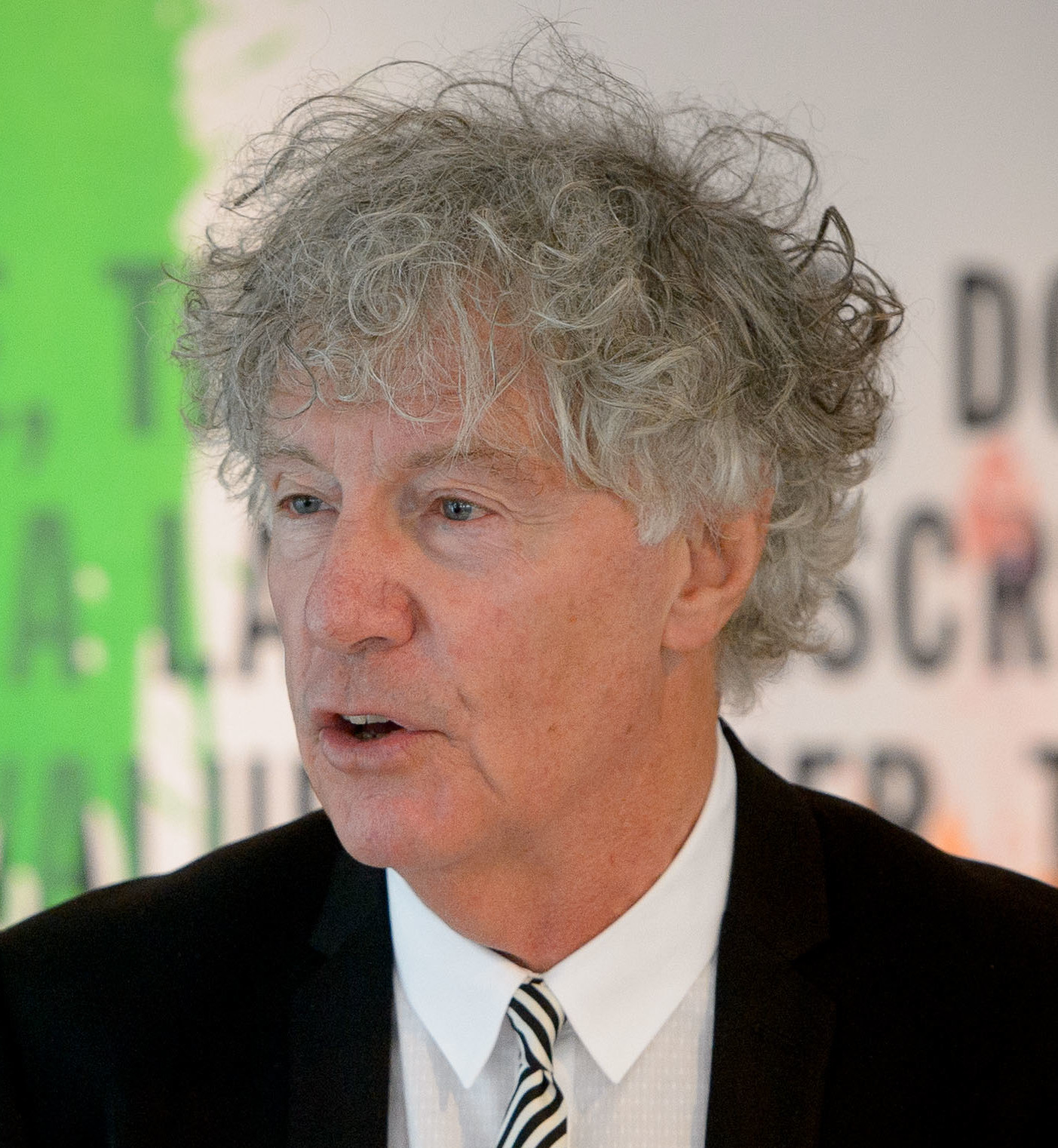
نگاره‌ٔ جان کین، نظریه‌پرداز فلسفه سیاسی - ۲۰۱۵

جان کین (به انگلیسی: John Keane) (زاده ۱۹۴۹ در استرالیا) نظریه‌پرداز فلسفه سیاسی اهل انگلیس، پروفسور علوم سیاسی دانشگاه وست‌مینیستر و استاد مدعو مرکز تحقیقات علوم اجتماعی برلین است.
کین دانش‌آموخته دانشگاه‌های آدلاید، تورنتو و کمبریج است و در سال ۱۹۸۹ مرکز مطالعات دمکراسی دانشگاه وست‌مینیستر را بنیان نهاده‌است.
در سال ۱۳۸۸ در جریان محاکمه معترضان به نتایج انتخابات ریاست‌جمهوری ایران موسوم به دادگاه متهمان پرونده کودتای مخملی جان کین در کیفرخواست صادره دادستان تهران به برنامه‌ریزی برای توطئه علیه جمهوری اسلامی، براندازی نرم و کودتای مخملی علیه حکومت ایران و جاسوسی برای سازمان اطلاعات و امنیت خارجی بریتانیا و سیا متهم شد. یورگن هابرماس و ریچارد رورتی از دیگر اندیشمندان متهم به توطئه علیه جمهوری اسلامی بودند. بهانه این اتهامات دو مسافرت کین به ایران و گفتگوهایش با شخصیت‌های اصلاح‌طلب مانند سعید حجاریان و آیت‌الله موسوی اردبیلی بوده‌است.